# Potentialfeldmessung (Stahlbeton)
Die Potentialfeldmessung ist eine zerstörungsfreie Prüfung im Bauwesen, mit der festgestellt werden kann, ob eine Korrosionsaktivität an der Bewehrung im Stahlbeton vorhanden ist.
Die Korrosion des Betonstahles ist ein elektrochemischer Vorgang, bei dem ein Teil des Stahls die Funktion einer Anode und ein anderer Teil die Funktion einer Kathode einnimmt. Um herauszufinden, wo welcher Bereich vorliegt, wird in gewissen Abständen über die ganze Betonfläche das elektrochemische Potential zwischen Stahl und Beton gemessen, genauer gesagt zwischen dem Stahl und einer auf den Beton gesetzten Bezugselektrode. Als Bezugselektrode wird in der Regel eine Kupfer/Kupfersulfat-Elektrode verwendet (Cu/CuSO4-Halbzelle mit einer Elektrode aus Kupfer in gesättigter Kupfersulfatlösung). Das Potential ist die elektrische Spannung, die zwischen dem Stahl und dem Kupfer der Bezugselektrode gemessen wird. Wurde das Potential an den verschiedenen Orten gemessen, so bilden die Potentiale zusammen ein Potentialfeld.
Im Potentialfeld werden Äquipotentiallinien gebildet. Daraus sind Stellen mit extremen Potential erkennbar. Dieses kann sowohl das anodische als auch das kathodische Potential sein. Bei Bereichen mit anodischen Potential korrodiert der Stahl oder ist zumindest besonders korrosionsgefährdet.